# Kup UEFA
Kup UEFA je bivše UEFA-ino natjecanje, drugo po jačini nakon UEFA-ine Lige prvaka. Ustanovljeno je 1955. godine kao Kup velesajamskih gradova. Prvo izdanje se igralo između 1956. i 1958., a uglavnom su sudjelovali klubovi iz gradova koji su imali godišnje sajmove, ali i gradske reprezentacije gradova poput Barcelone, Londona, Birminghama, Zagreba, Basela, Beograda. Od 1971., natjecanje se zove Kup UEFA i u njemu tradicionalno sudjeluju klubovi koji su doprvaci ili visoko plasirani u nacionalnim prvenstvima svojih država, a broj klubova pojedine zemlje se određuje po tzv. UEFA-inim koeficijentima.
Posljednji prvak je ukrajinski Šahtar iz Donjecka, koji je 20. svibnja 2009. u finalu pobijedio Werder Bremen rezultatom 2:1, nakon produžetaka. Finale je odigrano u Istanbulu, na stadionu Şükrü Saracoğlu.
Od sezone 2009./10., Kup UEFA (zajedno s Intertoto kupom) mijenja se u novo natjecanje, UEFA-inu Europsku ligu.

## Povijest
Prva sezona Kupa UEFA je bila u godini 1971./1972., a prvi pobjednik je bio engleski Tottenham Hotspur. Jedno od pravila je bio da ne smiju biti dva ili više klubova iz istog grada, koji je bio i u Kupu velesajamskih gradova. To je pravilo izbačeno 1975. godine kada je Everton F.C. bio četvrtoplasirani u Engleskoj prvoj ligi, ali nije se mogao kvalificirati jer je njihov gradski rival Liverpool F.C. bio također kvalificiran kao drugoplasirani. Zbog toga, Everton F.C. se borio protiv tog pravila i UEFA ga je ukinula.
Natjecanje je u početku bilo samo a visokoplasirane klubove domaćih liga, ali u 1999. godini, Kup UEFA je se spojio s Kupom pobjednika kupova i od tada u natjeanju nastupaju i pobjednici domaćih kupova. Također, klubovi koji izgube u trećem pretkolu kvalifikacija za UEFA Ligu prvaka idu u treće pretkolo (prvo kolo) Kupa UEFA.; a u natjecanju nastupaju i 11 pobjednika UEFA Intertoto kupa, te pobjednici nekih domaćih liga-kup natjecanja.
Pobjednik čuva trofej godinu dana, dok ga ne vrati UEFA-i. Nakon što vrati trofej, klub dobiva njegovu kopiju.  Klubovi koji bi pet puta osvojili Kup UEFA, ili tri puta za redom, dobivali su originalni trofej na čuvanje; to pravilo je doneseno u 2008. godini.
Četiri momčadi su osvojile Kup UEFA zajedno s pobjedom u domaćoj ligi i kupu; te momčadi su IFK Göteborg u 1982. godini, Galatasaray u 2000. godini, Porto u 2003. godini i CSKA Moskva u 2005. godini. Ajax i Galatasaray su jedini klubovi koji su osvojili Kup UEFA bez poraza.

## Format natjecanja
Zadnji format je prvi put igran u sezoni 2004./05. Najveća promjena je bila uvod u natjecanje po skupinama i dvije kvalifikacijske runde umjesto jedne. Manje promjene su se dogodile u sezoni 2006./2007., zajedno s promjenama u Intertoto kupu.

### Prijašnji formati
U početcima, natjecanje je bilo bez skupina, a sve utakmice su se igrale kod kuće i u gostima, uključujući i finale. Od 1998. godine, finale se igra sa samo jednim susretom, a ostale utakmice su i dalje bile s dva susreta.
Prije sezone 2004./2005., natjecanje je bilo sa samo jednom kvalifikacijskom rundom i bez skupina. Poraženi iz trećeg pretkola UEFA Lige prvaka idu u prvo kolo Kupa UEFA, a u šesnaestinu finala (eng:"Round of 32) dođu trećeplasirani klubovi iz natjecanja po skupinama Lige prvaka.

### Posljednji format
Ovaj je format trajao do ukidanja Kupa UEFA i uvođenja Europske lige, a uveden je 2004. godine.
Kup UEFA počinje s prvim i drugim pretkolom kvalifikacija, koja se igraju od srpnja do kolovoza.  Države ranga 18 i niže idu u prvo pretkolo, a države ranga od 9 do 18 idu u drugo pretkolo. Tri mjesta su rezervirana za pobjednike UEFA Fair Playa, a jedanaest mjesta u drugom pretkolu su rezervirana za 11 pobjednika UEFA Intertoto kupa.
Pobjednici kvalifikacijskih runda se prudružuju momčadima iz država ranga od 1 do 13 u prvom kolu. Poraženi iz trećeg pretkola UEFA Lige prvaka idu u ovu rundu natjecanja, a jedno mjesto je rezervirano za branitelje naslova (osim ako se oni kvalificiraju u Ligu prvaka). U ovoj rundi natjecanja, ukupno je 80 momčadi.
Nakon prog kola, 40 pobjednika prolazi je u natjecanje po skupinama. Smješteni su u 8 skupina, a svaka skupina sadrži po 5 momčadi. Za razliku od skupina Lige prvaka, u natjecanju po skupinama Kupa UEFA nema uzvratnih utakmica, gdje svaka momčad igra dvije utakmice kod kuće i tri utakmice u gostima. Prve tri momčadi iz 8 skupina prolaze u drugi dio natjecanja, a ondje im se pridružuju trećeplasirani klubovi iz natjecanja po skupinama UEFA Lige prvaka.
Nakon natjecanja po skupinama dolazi zimska pauza. Nakon toga, počinje drugi dio natjecanja gdje se igraju po dvije (uzvratne) utakmice, osim finala. 

Većina utakmica se igra četvrtkom da bi se izbjegle utakmice Lige prvaka koje se igraju utorkom i srijedom. Neke se utakmice igraju drugim danom, ovisno o klupskim obvezama.

### Novi format
Od sezone 2009./10., Kup UEFA (zajedno s Intertoto kupom) se mijenja u novo natjecanje, Europsku ligu, koja je osnovana da bi povećala broj natjecatelja.

## Statistika

### Pobjednici i finalisti
| Klub                     | Država     | Pobjednik                       | Finalist                     |
| FC Juventus              | Italija    | 1976./77., 1989./90., 1992./93. | 1994./95.                    |
| Internazionale           | Italija    | 1990./91., 1993./94., 1997./98. | 1996./97.                    |
| Liverpool                | Engleska   | 1972./73., 1975./76., 2000./01. |                              |
| Borussia Mönchengladbach | Njemačka   | 1974./75., 1978./79.            | 1972./73., 1979./80.         |
| Tottenham Hotspur        | Engleska   | 1971./72., 1983./84.            | 1973./74.                    |
| Feyenoord Rotterdam      | Nizozemska | 1973./74., 2001./02.            |                              |
| IFK Göteborg             | Švedska    | 1981./82., 1986./87.            |                              |
| Real Madrid              | Španjolska | 1984./85., 1985./86.            |                              |
| Parma                    | Italija    | 1994./95., 1998./99.            |                              |
| Sevilla                  | Španjolska | 2005./06., 2006./07.            |                              |
| Anderlecht               | Belgija    | 1982./83.                       | 1983./84.                    |
| PSV Eindhoven            | Nizozemska | 1977./78.                       |                              |
| Eintracht Frankfurt      | Njemačka   | 1979./80.                       |                              |
| Ipswich Town FC          | Engleska   | 1980./81.                       |                              |
| Bayer Leverkusen         | Njemačka   | 1987./88.                       |                              |
| SSC Napoli               | Italija    | 1988./89.                       |                              |
| Ajax Amsterdam           | Nizozemska | 1991./92.                       |                              |
| Bayern München           | Njemačka   | 1995./96.(finale)               |                              |
| Schalke                  | Njemačka   | 1996./97.                       |                              |
| Galatasaray              | Turska     | 1999./00.                       |                              |
| FC Porto                 | Portugal   | 2002./03.                       |                              |
| Valencia                 | Španjolska | 2003./04.(finale)               |                              |
| CSKA Moskva              | Rusija     | 2004./05.                       |                              |
| Zenit Sankt Peterburg    | Rusija     | 2007./08.                       |                              |
| FK Šahtar Donjeck        | Ukrajina   | 2008./09.                       |                              |
| Borussia Dortmund        | Njemačka   |                                 | 1992./93., 2001./02.         |
| Olympique Marseille      | Francuska  |                                 | 1998./99., 2003./04.(finale) |
| Espanyol Barcelona       | Španjolska |                                 | 1987./88., 2006./07.         |
| Wolverhampton Wanderers  | Engleska   |                                 | 1971./72.                    |
| Twente Enschede          | Nizozemska |                                 | 1974./75.                    |
| Club Brugge              | Belgija    |                                 | 1975./76.                    |
| Athletic Bilbao          | Španjolska |                                 | 1976./77.                    |
| Bastia                   | Francuska  |                                 | 1977./78.                    |
| Crvena zvezda            | Srbija     |                                 | 1978./79.                    |
| AZ Alkmaar               | Nizozemska |                                 | 1980./81.                    |
| Hamburger SV             | Njemačka   |                                 | 1981./82.                    |
| Benfica Lisabon          | Portugal   |                                 | 1982./83.                    |
| Videoton Szekesfehervar  | Mađarska   |                                 | 1984./85.                    |
| 1. FC Köln               | Njemačka   |                                 | 1985./86.                    |
| Dundee United FC         | Škotska    |                                 | 1986./87.                    |
| VfB Stuttgart            | Njemačka   |                                 | 1988./89.                    |
| ACF Fiorentina           | Italija    |                                 | 1989./90.                    |
| AS Roma                  | Italija    |                                 | 1990./91.                    |
| Torino                   | Italija    |                                 | 1991./92.                    |
| Casino Salzburg          | Austrija   |                                 | 1993./94.                    |
| Bordeaux                 | Francuska  |                                 | 1995./96.(finale)            |
| Lazio                    | Italija    |                                 | 1997./98.                    |
| Arsenal London           | Engleska   |                                 | 1999./00.                    |
| Deportivo Alavés         | Španjolska |                                 | 2000./01.                    |
| Celtic                   | Škotska    |                                 | 2002./03.                    |
| Sporting Lisabon         | Portugal   |                                 | 2004./05.                    |
| Middlesbrough            | Engleska   |                                 | 2005./06.                    |
| Glasgow Rangers          | Škotska    |                                 | 2007./08.                    |
| Werder Bremen            | Njemačka   |                                 | 2008./09.                    |

## Vanjske poveznice
- Službena stranica